# Piloderma sphaerosporum
Piloderma sphaerosporum är en svampart som beskrevs av Jülich 1972. Piloderma sphaerosporum ingår i släktet Piloderma och familjen Atheliaceae.  Arten är reproducerande i Sverige. Inga underarter finns listade i Catalogue of Life.